# Diathoneura borgmeieri
Diathoneura borgmeieri är en tvåvingeart som beskrevs av Oswald Duda 1927. Diathoneura borgmeieri ingår i släktet Diathoneura och familjen daggflugor. Inga underarter finns listade i Catalogue of Life.